# Du kan hela ditt liv
Du kan hela ditt liv är en självhjälpsbok av Louise L. Hay som publicerades 1987. Detta var författarens andra bok, den första Läk din kropp utkom 1984, då Hay var 58 år. Efter att Hay medverkat både i The Oprah Winfrey Show och The Phil Donahue Show samma vecka i mars 1988, hamnade boken på New York Times lista över bäst säljande böcker och 2008 hade den sålts i mer än 35 miljoner exemplar världen över, på drygt 30 olika språk. Boken bidrog till framgången för Hays bokförlag, Hay House Inc. Tack vare boken hör hon också till "en av de mest sålda författarna i historien" och en av de bäst säljande kvinnliga författarna, efter  J. K. Rowling, Danielle Steel och Barbara Cartland.

## Premiss
Louise Hay menar i boken att eftersom sinnet och kroppen är ihopkopplade, har kroppens sjukdomar sina grundorsaker i känslomässiga och andliga aspekter i sinnet, dess övertygelser och tankemönster. Medan modern medicin handlar om att eliminera symtom på sjukdomar i kroppen, med hjälp av verktyg som läkemedel och olika kirurgiska tekniker, är Hays inställning att identifiera och arbeta med att lösa det hon uppfattar som de grundläggande orsakerna till sjukdomens uppkomst. Hay anser att orsakerna till sjukdom inkluderar stress, ohälsosamma tankemönster och övertygelser om oss själva och menar att det mest grundläggande sättet att skapa en positiv förändring i kroppen är att förändra hur vi tänker, med hjälp av verktyg som affirmationer. I slutet av boken listas en separat sektion med olika sjukdomar och känslomönster som Hay anser orsakar dem. Listan härstammar från Hays tidigare bok, Läk din kropp, som hade sitt ursprung i en broschyr som hon publicerade 1979.

## Filmen
År 2007 blev boken adapterad till en 90 minuter lång dokumentärfilm med samma namn, med manus av Gay Hendricks och regi av Michael A. Goorjian.